# 동작구청장
동작구청장은 서울특별시 동작구의 구청장이다.

## 역대 동작구청장
| 구분     | 성명            | 재임기간                           | 비고                                                |
| -------- | --------------- | ---------------------------------- | --------------------------------------------------- |
| 1        | 김인동 (金寅東) | 1980년 4월 1일 ~ 1981년 9월 10일   | 초대 동작구청장                                     |
| 2        | 이원택 (李元宅) | 1981년 9월 11일 ~ 1982년 9월 10일  |                                                     |
| 3        | 이재환 (李在煥) | 1982년 9월 11일 ~ 1985년 3월 13일  |                                                     |
| 4        | 박종우 (朴宗雨) | 1985년 3월 14일 ~ 1986년 1월 13일  |                                                     |
| 5        | 김의재 (金義在) | 1986년 1월 14일 ~ 1987년 12월 31일 |                                                     |
| 6        | 강덕기 (姜德基) | 1988년 1월 1일 ~ 1988년 7월 31일   |                                                     |
| 7        | 안기호 (安基鎬) | 1988년 8월 1일 ~ 1989년 11월 7일   |                                                     |
| 8        | 김동일 (金東一) | 1989년 11월 8일 ~ 1991년 4월 11일  |                                                     |
| 9        | 조남호 (趙南浩) | 1991년 4월 12일 ~ 1992년 4월 26일  |                                                     |
| 10       | 윤두영 (尹斗榮) | 1992년 4월 27일 ~ 1993년 3월 16일  |                                                     |
| 11       | 이문재 (李文在) | 1993년 3월 17일 ~ 1993년 9월 26일  |                                                     |
| 12       | 박한경 (朴漢慶) | 1993년 9월 27일 ~ 1995년 6월 30일  | 관선 마지막 구청장                                  |
| 13       | 김기옥 (金基玉) | 1995년 7월 1일 ~ 1998년 3월 24일   | 민선 1기 무고 등 혐의로 유죄 확정되어 구청장직 상실 |
| 권한대행 | 임성수          | 1998년 3월 25일 ~ 1998년 6월 30일  |                                                     |
| 14       | 김우중          | 1998년 7월 1일 ~ 2002년 6월 30일   | 민선 2기                                            |
| 15       | 김우중          | 2002년 7월 1일 ~ 2006년 6월 30일   | 민선 3기                                            |
| 16       | 김우중          | 2006년 7월 1일 ~ 2010년 6월 30일   | 민선 4기                                            |
| 17       | 문충실 (文忠實) | 2010년 7월 1일 ~ 2014년 6월 30일   | 민선 5기                                            |
| 18       | 이창우 (李昌瑀) | 2014년 7월 1일 ~ 2018년 6월 30일   | 민선 6기                                            |
| 19       | 이창우 (李昌瑀) | 2018년 7월 1일 ~ 2022년 6월 30일   | 민선 7기                                            |
| 20       | 박일하          | 2022년 7월 1일 ~ 현재              | 민선 8기                                            |

## 같이 보기
- 동작구청장 선거